# Anidarnes brevicauda
Anidarnes brevicauda är en stekelart som beskrevs av Boucek 1993. Anidarnes brevicauda ingår i släktet Anidarnes och familjen fikonsteklar.
Artens utbredningsområde är Costa Rica. Inga underarter finns listade i Catalogue of Life.